# Touch Me I'm Sick/Halloween
«Touch Me I'm Sick/Halloween» es un sencillo split de las bandas Sonic Youth y Mudhoney, publicado en enero de 1989 por los sellos Sub Pop y Blast First, y posteriormente el año siguiente por el sello alemán Glitterhouse.
Touch Me I'm Sick, canción originalmente de Mudhoney, es interpretada por Sonic Youth, mientras que Halloween, originalmente de Sonic Youth, es interpretada por los primeros.

## Lista de canciones
| Touch Me I'm Sick/Halloween |                                                    |          |  |
| N.º                         | Título                                             | Duración |  |
| 1.                          | «Touch Me I'm Sick» (Lado A, cover de Sonic Youth) |          |  |
| 2.                          | «Halloween» (Lado A, cover de Mudhoney)            |          |  |